# Festival di Sanremo 1974
Il ventiquattresimo Festival di Sanremo si svolse al Salone delle feste del Casinò di Sanremo dal 7 al 9 marzo 1974 con la conduzione di Corrado, alla sua prima ed unica esperienza sanremese,  assistito da Gabriella Farinon, alla sua seconda esperienza consecutiva e terza assoluta sul palco della rassegna.
L'edizione fu vinta da Iva Zanicchi con il brano Ciao cara come stai?, che divenne così la cantante donna ad aver vinto il maggior numero di edizioni del Festival, essendosi aggiudicata la vittoria della kermesse canora per ben tre volte, seconda solo a Domenico Modugno e Claudio Villa, entrambi vincitori di quattro edizioni del Festival.
Fu ripreso dalla Rai nuovamente in bianco e nero, come testimoniano i filmati di Milva e Mino Reitano replicati e provenienti dalla copia recuperata dalla televisione tedesca. La Rai trasmise in TV solo la serata finale mentre le prime due andarono in onda solo alla radio. Anche questa edizione era considerata tra quelle "perdute" del Festival per quanto riguarda la documentazione video sino a quando, nella puntata di Techetechete' del 24 agosto 2021 denominata Sanremo Cult, è stata mostrata la prima parte dell'esibizione di Milva con la presentazione di Corrado e Gabriella Farinon, in una registrazione effettuata in bianco e nero. 
Un ulteriore stralcio è stato pubblicato dalla piattaforma RaiPlay il 19 marzo 2024 nell'ambito della rubrica 70x70 - Lo sapevate che..., mostrante l'esibizione di Iva Zanicchi durante la serata finale nonché alcuni brevi momenti della conduzione di Corrado.
Vi furono momenti di imbarazzo in occasione dei collegamenti con alcune giurie di fatto inesistenti: all'Aquila i dipendenti del Teatro Stabile (dove i giurati dovevano riunirsi) erano in sciopero, mentre a Firenze i giurati per protesta rifiutarono di votare.
Nonostante la sostanziale indifferenza con cui fu accolta la rassegna (i dischi venduti furono meno di centomila, una cifra di poco superiore a quella del 1951), spiccò la presenza di artisti già affermati e in voga come per esempio Claudio Baglioni, che mandò in gara Gianni Nazzaro con A modo mio; Fiume grande, scritta e interpretata da Franco Simone, divenne un successo internazionale, soprattutto in lingua spagnola in cui divenne nota come Rio grande. La stampa dell'epoca annunciò, in maniera ufficiosa, anche la partecipazione di Gianni Morandi con un brano intitolato Noi due, ma il brano fu verosimilmente assegnato ad altro interprete, con titolo diverso.
Un piccolo caso coinvolse Raoul Casadei e la sua orchestra di undici elementi. Escluso dalla finale, mentre già lasciava Sanremo con il suo pullman, venne richiamato in tutta fretta da Vittorio Salvetti e riportato al Casinò grazie all'intervento della polizia stradale: gli organizzatori, infatti, poco prima dell'inizio dell'ultima serata, speravano di allargare il numero dei cantanti ripescando i primi esclusi. In seguito alle proteste, però, Salvetti dovette cedere e per l'orchestra di Casadei venne confermata l'esclusione.

## Partecipanti

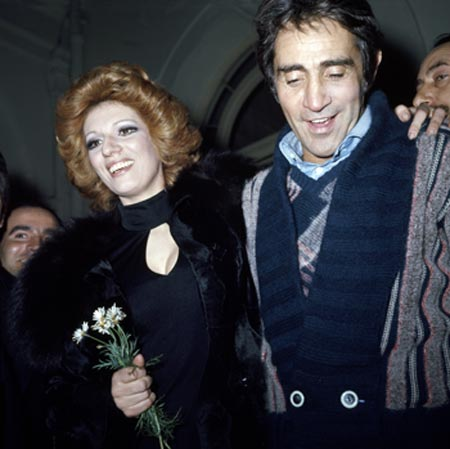
Iva Zanicchi e Walter Chiari al Festival

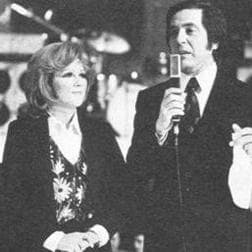
Orietta Berti e Corrado da Un disco per l'estate 1972

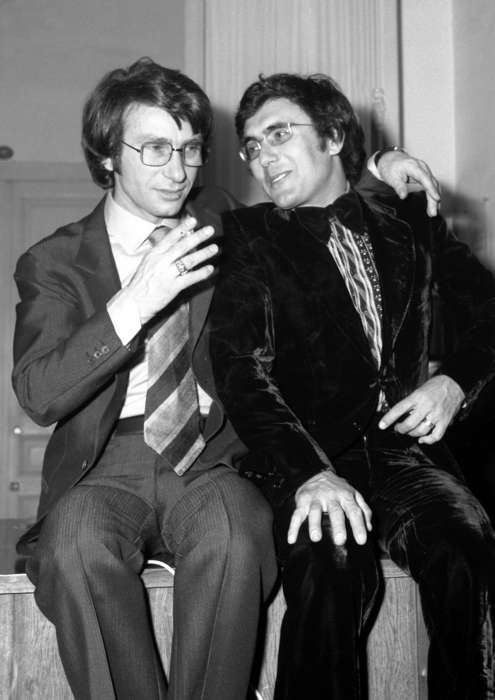
Nicola Di Bari e Al Bano al Festival

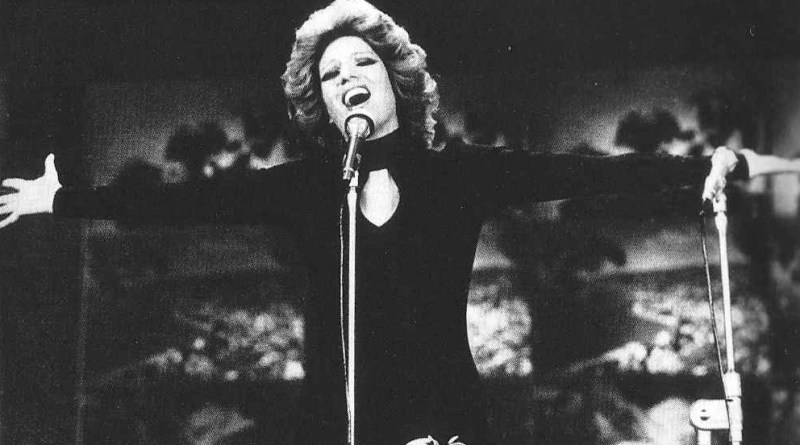
Iva Zanicchi mentre canta

Les Charlots al Festival

| Interprete                   | Ultime partecipazioni al Festival |
| ---------------------------- | --------------------------------- |
| Al Bano                      | 1971                              |
| Anna Melato                  | Esordiente                        |
| Antonella Bottazzi           | Esordiente                        |
| Domenico Modugno             | 1972                              |
| Donatella Rettore            | Esordiente                        |
| Emanuela Cortesi             | Esordiente                        |
| Franco Simone                | Esordiente                        |
| Gianni Nazzaro               | 1972                              |
| Gilda Giuliani               | 1973                              |
| I Domodossola                | 1970                              |
| Iva Zanicchi                 | 1970                              |
| Kambiz                       | Esordiente                        |
| Les Charlots                 | Esordienti                        |
| Little Tony                  | 1971                              |
| Middle of the Road           | 1971                              |
| Milva                        | 1973                              |
| Mino Reitano                 | 1969                              |
| Mouth & MacNeal              | Esordienti                        |
| Nicola Di Bari               | 1972                              |
| Orchestra Spettacolo Casadei | Esordienti                        |
| Orietta Berti                | 1970                              |
| Paola Musiani                | Esordiente                        |
| Piero Focaccia               | 1971                              |
| Riccardo Fogli               | Esordiente                        |
| Rosanna Fratello             | 1971                              |
| Rossella                     | Esordiente                        |
| Sonia Gigliola Conti         | Esordiente                        |
| Valentina Greco              | Esordiente                        |

## Classifica, canzoni e cantanti
| Posizione | Interprete                   | Canzone                        | Autori                                      |
| --------- | ---------------------------- | ------------------------------ | ------------------------------------------- |
| 1º        | Iva Zanicchi                 | Ciao cara come stai?           | C. Malgioglio, C. Daiano, Dinaro e I. Ianne |
| 2º        | Domenico Modugno             | Questa è la mia vita           | L. Beretta, D. Modugno e E. Suligoj         |
| 3º        | Orietta Berti                | Occhi rossi (tramonto d'amore) | D. Pace, C. Conti, L. Pilat e M. Panzeri    |
| F         | Anna Melato                  | Sta piovendo dolcemente        | M. Piccoli e P. Donaggio                    |
| F         | Emanuela Cortesi             | Il mio volo bianco             | C. Daiano, F. Zanon e I. Ianne              |
| F         | Gilda Giuliani               | Senza titolo                   | V. Pallavicini, A. Ferrari e G. Mescoli     |
| F         | I Domodossola                | Se hai paura                   | R. Soffici, M. Guantini e L. Albertelli     |
| F         | Les Charlots                 | Mon ami Tango                  | D. Pace, C. Conti, L. Pilat e M. Panzeri    |
| F         | Valentina Greco              | Notte dell'estate              | A. Mammoliti, A. Buonocore e C. Celli       |
| F         | Nicola Di Bari               | Il matto del villaggio         | F. Migliacci, C. Mattone e P. Pintucci      |
| F         | Mouth & MacNeal              | Ah! L'amore                    | E. Lombardo, C. Sebastianelli e E. Capelli  |
| F         | Gianni Nazzaro               | A modo mio                     | C. Baglioni e A. Coggio                     |
| F         | Al Bano                      | In controluce                  | A. Carrisi e P. Limiti                      |
| F         | Mino Reitano                 | Innamorati                     | L. Beretta, F. Reitano e M. Reitano         |
| F         | Rosanna Fratello             | Un po' di coraggio             | G. Pieretti e A. R. Mancino                 |
| F         | Little Tony                  | Cavalli bianchi                | Miro, Giulifan e B. Casu                    |
| F         | Milva                        | Monica delle bambole           | L. Beretta e E. Suligoj                     |
| F         | Middle of the Road           | Sole giallo                    | M. Piccoli e P. Donaggio                    |
| NF        | Kambiz                       | Canta con me                   | E. Riccardi e L. Albertelli                 |
| NF        | Donatella Rettore            | Capelli sciolti                | D. Rettore e M. Pagano                      |
| NF        | Riccardo Fogli               | Complici                       | L. Lopez e C. Vistarini                     |
| NF        | Franco Simone                | Fiume grande                   | F. Simone                                   |
| NF        | Orchestra Spettacolo Casadei | La canta                       | R. Casadei, E. Muccioli e A. Pedulli        |
| NF        | Paola Musiani                | La donna quando pensa          | M. Galati e E. Capelli                      |
| NF        | Antonella Bottazzi           | Per una donna donna            | A. Bottazzi                                 |
| NF        | Rossella                     | Qui                            | P. A. Cassella, R. Cocciante e M. Luberti   |
| NF        | Sonia Gigliola Conti         | Ricomincerei                   | P. Soffici e G. Pieretti                    |
| NF        | Piero Focaccia               | Valentin tango                 | L. Beretta e E. Capotosti                   |

Note: viene premiata solo la canzone classificata al primo posto. Le restanti canzoni finaliste sono dichiarate seconde a pari merito. La seconda e terza posizione sono rese note l'indomani dalla stampa. La seconda e la terza posizione, sebbene non comunicate durante la manifestazione, sono considerabili praticamente ufficiali. Le ulteriori posizioni circolano grazie a fonti alternative e non accreditate dall'organizzazione ufficiale di quell'edizione del Festival di Sanremo. Alle prime tre posizioni seguono, secondo tali fonti alternative, in ordine, i seguenti artisti: 4º Anna Melato, 5º Emanuela Cortesi, 6º Gilda Giuliani, 7º I Domodossola, 8º Les Charlots, 9º Valentina Greco, 10º Nicola Di Bari, 11º Duo Mouth & MacNeal, 12º Gianni Nazzaro, 13º Albano, 14º Mino Reitano, 15º Rosanna Fratello, 16º Little Tony, 17º Milva, 18º Middle Of The Road

## Regolamento e serate
Partecipano alla manifestazione 28 brani, per la prima volta nella storia della manifestazione divisi in due sezioni:
- 14 appartenenti al gruppo A (con accesso automatico alla finale)
- 14 appartenenti al gruppo B (di tale gruppo accedono alla serata finale solo i quattro interpreti più votati nelle prime serate)

I cantanti del Gruppo B sono suddivisi, ai fini delle selezioni per la serata finale, in due gruppi.
I restanti artisti partecipanti (facenti parte del gruppo A) si esibiscono, una prima volta, nella prima e nella seconda serata, organizzati in gruppi di 7 elementi ogni volta. Essi hanno accesso diretto alla finale prevista nella giornata di sabato.

### Prima serata
Gruppo A
| Ordine di uscita | Artista          | Brano                  |
| ---------------- | ---------------- | ---------------------- |
| 1                | Rosanna Fratello | Un po' di coraggio     |
| 2                | Gilda Giuliani   | Senza titolo           |
| 3                | Nicola Di Bari   | Il matto del villaggio |
| 4                | Mouth & MacNeal  | Ah! L'amore            |
| 5                | Gianni Nazzaro   | A modo mio             |
| 6                | Al Bano          | In controluce          |
| 7                | Little Tony      | Cavalli bianchi        |

Gruppo B
- Ammessi in finale

| Ordine di uscita | Artista                      | Brano             |
| ---------------- | ---------------------------- | ----------------- |
| 1                | Valentina Greco              | Notte dell'estate |
| 2                | I Domodossola                | Se hai paura      |
| 3                | Rossella                     | Qui               |
| 4                | Kambiz                       | Canta con me      |
| 5                | Orchestra Spettacolo Casadei | La canta          |
| 6                | Sonia Gigliola Conti         | Ricomincerei      |
| 7                | Donatella Rettore            | Capelli sciolti   |

### Seconda serata
Gruppo A
| Ordine di uscita | Artista            | Brano                |
| ---------------- | ------------------ | -------------------- |
| 1                | Orietta Berti      | Occhi rossi          |
| 2                | Les Charlots       | Mon ami Tango        |
| 3                | Iva Zanicchi       | Ciao cara come stai? |
| 4                | Domenico Modugno   | Questa è la mia vita |
| 5                | Mino Reitano       | Innamorati           |
| 6                | Middle of the Road | Sole giallo          |
| 7                | Milva              | Monica delle bambole |

Gruppo B
- Ammessi in finale

| Ordine di uscita | Artista            | Brano                   |
| ---------------- | ------------------ | ----------------------- |
| 1                | Emanuela Cortesi   | Il mio volo bianco      |
| 2                | Piero Focaccia     | Valentin tango          |
| 3                | Paola Musiani      | La donna quando pensa   |
| 4                | Franco Simone      | Fiume grande            |
| 5                | Antonella Bottazzi | Per una donna donna     |
| 6                | Riccardo Fogli     | Complici                |
| 7                | Anna Melato        | Sta piovendo dolcemente |

## Orchestra
Orchestra diretta dai maestri: Carmelo Carucci, Tony De Vita, Romano Farinatti, Ezio Leoni, Gianfranco Lombardi, Natale Massara, Detto Mariano, Gianni Mazza, Gino Mescoli, Franco Orlandini, Piero Pintucci, Gian Franco Reverberi, Piet Souer, Sandro Toscani.

## Esclusi
Come ogni anno non esiste un elenco ufficiale dei cantanti esclusi. Dalle notizie riportate dalla stampa, ecco i nomi di alcuni cantanti scartati alle selezioni: Gianni Morandi (Noi Due), Nilla Pizzi (Sogno), Fred Bongusto, Umberto Bindi, Dori Ghezzi, Marisa Sannia, Tony Dallara.